# Jette Drewsen
Jette Drewsen (født 10. december 1943 i Ildved ved Vejle) er en dansk forfatter.
Drewsen blev student fra Viborg Katedralskole i 1962 og har læst psykologi ved Københavns Universitet, dog uden at fuldføre studiet. Hun debuterede i 1972 med romanen Hvad tænkte egentlig Arendse?, hvor hun gør op med den borgerlige kernefamilie-tankegang, der prægede samtiden. Romanen blev dramatiseret i tv-teatret i 1982. Resten af hendes forfatterskab har også et nyrealistisk præg. Drewsen var sammen med andre forfattere som Suzanne Brøgger, Herdis Møllehave og Kirsten Thorup med til at skabe et gennembrud for dansk kvindelitteratur.
I 1992 var hun formand for Dansk Forfatterforenings skønlitterære afdeling. Hun har siden 1994 modtaget livslang ydelse fra Statens Kunstfond. Privat bor hun på Bornholm.

## Anerkendelser
- Herman Bangs Mindelegat (1985)
- Henrik Pontoppidans Mindelegat (for Lillegudsord, Jubeljomfru og Filihunkat, 1993)
- Beatrice-Prisen (for Lillegudsord, Jubeljomfru og Filihunkat, 1994)

## Tv-spil
- Gurli (1984)